# Ніколь Клавелю
Ніко́ль Клавелю́ ((23 червня 1940 , Сент-Етьєн )) — французька художниця та ілюстраторка. 

## Життєпис
Народилася в Сент-Етьєні, вивчала там образотворче мистецтво. 1966 року переїхала до Парижа, де працювала як ілюстраторка й художниця коміксів для різних журналів, зокрема «Плянет», «Укапі» та «Марі Клер».  Стиль Ніколь Клавелю вирізняється психоделічним використанням кольору та витонченим поєднанням чорного й білого.
Роботи Клавелю були представлені на багатьох іменних виставках, як-от «Ніколь-Клавелю та компанія» (фр. Nicole Claveloux et compagnie) у Віллербані та ретроспектива в медіабібліотеці «Ермельо» (фр. Mediatheque Hermeland) в Сен-Ерблені.

## Вибрані праці
- Le Voyage extravagant de Hugo Brisefer (1967);
- Les Aventures d'Alice au pays des merveilles (1972);
- La Main verte (1978);
- Double assassinat dans la rue Morgue (1981);
- Dedans les gens (1993), received the Prix Totem Album at the Salon du livre et de la presse jeunesse (fr);
- Alboum (1998), illustrator, text by Christian Bruel (fr) received the Prix Sorcières;[8]
- Morceaux choisis de la Belle et la Bête (2003);
- Mon Gugus à moi (2004) Prix Cécile-Gagnon (fr);[9]
- Un roi, une princesse et une pieuvre (2005);[10]
- Professeur Totem et docteur Tabou (2006);
- Gargantua (2007);
- Confessions d'un monte-en-l'air (2007);
- Contes de la Fève et du Gland (2010);
- La Belle et la bête (2013);
- Nours (2014);
- Quel genre de bisous ? (2016);
- The Green Hand and Other Stories (2017).